# Кузнецов, Владимир Васильевич (экономист)
Владимир Васильевич Кузнецов (род. 16 июня 1940, хутор Мишкин Новочеркасского района Ростовской области) — российский учёный в области экономики и организации агропромышленного производства, академик РАСХН (1997), академик РАН (2013).

## Биография
Окончил Ростовский институт народного хозяйства (1966).
Трудовая деятельность:
- 1959—1965 бухгалтер, главный экономист колхоза им. М. Горького Аксайского района Ростовской области.
- 1965—1968 инструктор, заведующий сельхозотделом Аксайского райкома КПСС;
- 1968—1977 инструктор, заведующий сектором экономики с.-х. производства и науки с.-х. отдела Ростовского обкома КПСС.
- с 1977 работает во ВНИИ планирования и нормативов (ФГБНУ «Всероссийский НИИ экономики и нормативов»): заведующий сектором, заведующий отделом методологии планирования и социального развития коллективов с.-х. предприятий (1977—1987), директор (1990—2012), с июня 2012 года — главный научный сотрудник. Заведующий кафедрой «Экономики и агробизнеса» РИНХ.

Специалист в области экономики и организации агропромышленного производства. В 1981 году защитил кандидатскую диссертацию «Экономическая эффективность использования производственных основных фондов в мясном скотоводстве : на примере производственного объединения „Ростовскотопром“». Доктор экономических наук (1992), профессор (1991), академик РАСХН (1997), академик РАН (2013). Член Совета при председателе Совета Федерации Федерального собрания РФ по вопросам агропромышленного и рыбохозяйственного комплекса России/
Награждён двумя орденами «Знак Почёта», орденом Дружбы (2024) и медалью «За доблестный труд».
Автор более 400 научных трудов.

## Книги
- Коллективный, личный, семейный и арендный подряд в сельском хозяйстве / соавт. В. М. Новиков. — Ростов н/Д, 1988. — 48 с.
- Аграрные преобразования: результаты и прогноз развития / соавт.: А. Н. Тарасов и др.; Всерос. НИИ экономики и нормативов. — Ростов н/Д, 1995. — 137 с.
- Рыночная экономика (вопросы теории и практики). — Ростов н/Д, 1997. — 227 с.
- Организационно-экономический механизм функционирования машинно-технологических станций / соавт.: В. В. Гарьковый и др.; Всерос. НИИ экономики и нормативов. — Ростов н/Д, 1998. — 216 с.
- Нормативы материально-денежных и трудовых затрат в растениеводстве /соавт.: В. В. Гарькавый и др.; Всерос. НИИ экономики и нормативов. — Ростов н/Д,2002.-295 с.
- Методологические основы планирования и прогнозирования развития АПК на региональном уровне / соавт.: В. В. Гарькавый и др.; Всерос. НИИ экономики и нормативов. — Ростов н/Д, 2003. — 114 с.
- Прогнозное моделирование производства, переработки и торговли аграрной продукцией в региональном АПК / соавт.: А. Н. Тарасов, В. Л. Дунаев; ГНУ Всерос. НИИ экономики и нормативов. — Ростов н/Д, 2004. — 119 с.
- Модели экономического планирования развития АПК / соавт.: В. В. Гарькавый, А. Н. Тарасов; Всерос. НИИ экономики и нормативов. — Ростов н/Д, 2005. — 543 с.
- Государственное регулирование продовольственного комплекса региона/соавт: В. В. Гарькавый и др.; Всерос. НИИ экономики и нормативов.- Ростов н/Д, 2007.- 241 с.
- Методические основы оценки современного состояния и прогноза технологического развития молочного скотоводства Российской Федерации / соавт.: А. Н. Тарасов и др.; ГНУ Всерос. НИИ экономики и нормативов и др. — Ростов н/Д, 2009. — 224 с.
- Институциональное развитие аграрной структуры России : состояние и прогноз / соавт.: А. Н. Тарасов и др.; ГНУ Всерос. НИИ экономики и нормативов и др. — Ростов н/Д, 2010. — 215 с.
- Прогнозирование производства сельскохозяйственной продукции, сырья, продовольствия: методика, сценарии, инструменты / соавт.: А. Н. Тарасов и др.; ГНУ Всерос. НИИ экономики и нормативов. — Ростов н/Д, 2011. — 178 с.
- Концептуальные подходы к формированию механизма обеспечения технологического развития отрасли растениеводства / соавт.: А. Н. Тарасов и др.: ГНУ Всерос. НИИ экономики и нормативов. — Ростов н/Д, 2013. — 130 с.
- Моделирование процессов инновационно-технологического развития растениеводства / соавт.: А. Н. Тарасов и др.; ГНУ Всерос. НИИ экономики и нормативов. — Ростов н/Д, 2014. — 165 с.
- Методы управления развитием отраслей сельского хозяйства: теория, методология, практика / соавт.: А. Н. Тарасов и др.; ФГБНУ «Всерос. НИИ экономики и нормативов». — Ростов н/Д, 2015. — 207 с.
- Стратегическое прогнозирование развития отраслей сельского хозяйства на основе системы норм и нормативов / соавт.: А. Н. Тарасов и др.; ФГБНУ «Всерос. НИИ экономики и нормативов». — Ростов н/Д, 2016. — 143 с.
- Прогнозирование параметров инновационного развития отраслей сельского хозяйства: теория, методология, практика / соавт.: А. Н. Тарасов и др.; ФГБНУ « Всерос. НИИ экономики и нармативов». — Ростов н/Д: АзовПринт, 2017. — 155 с.